# Erlend Sivertsen
Erlend Sivertsen (Kristiansund, 1991. január 28. –) norvég labdarúgó, a svéd Östersund hátvédje.

## Pályafutása
Sivertsen a norvégiai Kristiansund városában született. 
2012-ben mutatkozott be a Kristiansund harmadosztályban szereplő felnőtt csapatában. A 2012-es szezonban 2 mérkőzésen lépett pályára és két gólt szerzett, ezzel is hozzájárulva a klub másodosztályba való feljutásában. 2016-ban pedig az első osztályba is feljutottak. Először a 2021. november 19-ei, Sandefjord elleni mérkőzésen lépett pályára. A 2020-as szezonban kölcsönben a Tromsø csapatát erősítette.
2022. január 25-én a svéd másodosztályban szereplő Östersundhoz szerződött.

## Statisztikák
2022. szeptember 17. szerint
| Klub         | Szezon   | Osztály      | Bajnokság | Bajnokság | Kupa  | Kupa | Nemzetközi | Nemzetközi | Összesen | Összesen |
| Klub         | Szezon   | Osztály      | Meccs     | Gól       | Meccs | Gól  | Meccs      | Gól        | Meccs    | Gól      |
| ------------ | -------- | ------------ | --------- | --------- | ----- | ---- | ---------- | ---------- | -------- | -------- |
| Kristiansund | 2012     | 2. divisjon  | 2         | 2         | 0     | 0    | —          | —          | 2        | 2        |
| Kristiansund | 2013     | Adeccoligaen | 27        | 3         | 0     | 0    | —          | —          | 27       | 3        |
| Kristiansund | 2014     | 1. divisjon  | 24        | 1         | 0     | 0    | —          | —          | 24       | 1        |
| Kristiansund | 2015     | OBOS-ligaen  | 31        | 1         | 1     | 0    | —          | —          | 32       | 1        |
| Kristiansund | 2016     | OBOS-ligaen  | 1         | 0         | 0     | 0    | —          | —          | 1        | 0        |
| Kristiansund | 2017     | Eliteserien  | 2         | 0         | 0     | 0    | —          | —          | 2        | 0        |
| Kristiansund | 2018     | Eliteserien  | 9         | 0         | 0     | 0    | —          | —          | 9        | 0        |
| Kristiansund | 2019     | Eliteserien  | 8         | 0         | 2     | 0    | —          | —          | 10       | 0        |
| Kristiansund | 2020     | Eliteserien  | 10        | 0         | 0     | 0    | —          | —          | 10       | 0        |
| Kristiansund | 2021     | Eliteserien  | 15        | 0         | 1     | 0    | —          | —          | 16       | 0        |
| Kristiansund | Összesen | Összesen     | 129       | 7         | 4     | 0    | 0          | 0          | 133      | 7        |
| Tromsø       | 2020     | OBOS-ligaen  | 12        | 0         | 0     | 0    | —          | —          | 12       | 0        |
| Östersund    | 2022     | Superettan   | 10        | 0         | 0     | 0    | —          | —          | 10       | 0        |
| Összesen     | Összesen | Összesen     | 151       | 7         | 4     | 0    | 0          | 0          | 155      | 7        |

## Sikerei, díjai
Kristiansund
- OBOS-ligaen
  - Feljutó (1): 2016

Tromsø
- OBOS-ligaen
  - Feljutó (1): 2020

## Fordítás
Ez a szócikk részben vagy egészben  az   Erlend Sivertsen című angol Wikipédia-szócikk fordításán alapul.  Az eredeti cikk szerkesztőit annak laptörténete sorolja fel. Ez a jelzés csupán a megfogalmazás eredetét és a szerzői jogokat jelzi, nem szolgál a cikkben szereplő információk forrásmegjelöléseként.